# Gale Sondergaard
Gale Sondergaard, egentligt Edith Holm Sondergaard (født 15. februar 1899 i Litchfield, Minnesota, USA, død 14. august 1985 i Woodland Hills, Californien, USA) var en amerikansk skuespiller med danske forældre.
Sondergaard begyndte sin karriere som skuespillerinde på teateret Guild på Broadway i New York City og debuterede på film i Hollywood i 1936. Hun var den første modtager af en Oscar for bedste kvindelige birolle i sin filmdebut i Anthony Adverse (1936). Hun var for øvrigt den første vinder af prisen. Hun spillede biroller i forskellige film i slutningen af 1930’erne og begyndelsen af 1940’erne. 
Sondergaards ægtefælle, instruktøren Herbert Biberman, blev under McCarthyismen i 1950 beskyldt for kommunisme og fik en fængselsstraf for uamerikansk virksomhed, og da Sondergaard støttede ham, blev hendes filmkarriere brat afsluttet. I 1951 blev hun sammen med 6 andre anklaget for i sin ungdom at have været kommunist, og hun var ikke længere ønsket i Hollywood. Efter ægtefællens løsladelse flyttede hun sammen med Biberman til New York City, hvor hun arbejdede på teatre og lejlighedsvis blev benyttet i film og tv fra slutningen af 1960’erne. Biberman arbejdede som filminstruktør til sin død i 1971.  Hun flyttede tilbage til Los Angeles, hvor hun døde af sygdommen cerebrovaskulær trombose.

## Opvækst, ungdom, og Danmark
Edith Holm Sondergaard blev født i Litchfield, Minnesota, som datter af de danske forældre, Hans Tjellesen Smidt Søndergaard og Anne Kirstine Holm. Barndomshjemmet forblev stærkt dansk, her var tvungen klaverspil og bøder hvis man talte andet end dansk ved middagsbordet. Hendes yngre søster Hester Sondergaard var også skuespiller. Hun studerede skuespil på Minneapolis School of Dramatic Arts. Hun turnerede senere Nordamerika i opsætninger af Hamlet, Julius Cæsar, Købmanden i Venedig og Macbeth. Sondergaard blev først gift i 1922 med skuespilleren Neill O'Malley. De blev skilt i 1930. Den 15. maj 1930, i Philadelphia, Pennsylvania, blev hun gift med sin anden mand, Herbert Biberman, Instruktør og manuskriptforfatter.
Gale Sondergaard følte sig stærkt forbundet til Danmark, i barndomshjemmet var sproget dansk, og dansk litteratur og kultur var en del af opdragelsen. Hun besøgte selv Danmark flere gange, skildringen af et barndomsbesøg i Danmark i 1908 lukker således hendes uudgivne biografi fra 1975 op. Her besøgte familien både moderens barndomshjem "Kokholm" på Kolding egnen samt familien Søndergaard på Lolland-Falster. I sommeren 1969 er Gale Sondergaard en sidste gang i Danmark, her besøger hun familien i Kolding, sin kusine på Fyn, samt sin fætter i København - begge skrev Gale Sondergaard breve med.

## Filmkarriere
Hendes første filmrolle var i Anthony Adverse fra 1936 som Faith Paleologus. Hun blev den første, der modtog en Oscar i kategorien bedste kvindelige birolle  (Best Supporting Actress) for denne præstation. Hendes karriere som skuespiller blomstrede især i 1930’erne, hvor hun bl.a. spillede med i The Life af Emile Zola (1937).
Under forarbejdet til MGM’s indspilning af The Wizard of Oz (1939), var det oprindelig meningen, at Sondergaard skulle spille heksen i en rolle, der var inspireret af den onde dronning i Walt Disneys Snehvide og de syv dværge (1937), hvis "ranke holdning og det af sort indrammede kridhvide ansigt", hun muligvis var fysisk model for. Hun blev prøvefilmet i to variationer af rollen, den ene som den smukke og glamourøse onde heks, og den anden som en mere konventionel grim ond heks. Da producenten valgte den grimme variant, sagde Sondergaard fra, af frygt for at den vansirende makeup kunne skade hendes fremtidige karriere. 
I 1940 spillede hun rollen som den eksotiske og uhyggelige kvinde i The Letter, hvor hun skulle spille mod hovedrolleindehaveren Bette Davis. I 1946 modtog hun en anden Oscar-nominering som bedste birolle for sin fremstilling af thailandske Lady Thiang i Anna og kongen af Siam. Gale Sondergaard spillede i de travle år overfor nogle af Hollywoods største navne fx; Bob Hope, Bing Crosby, Bette Davis, Gene Kelly, James Steward, James Mason, og mange flere.
Sondergaards karriere led uoprettelig skade under Joseph McCarthys kampagne mod uamerikansk virksomhed i begyndelsen af 1950-erne, da hendes mand blev fængslet og idømt 6 måneders fængsel på en anklage for at være kommunist. Med sin egen karriere i ruiner, støttede hun sin mand under produktionen af Jordens salt i 1954. Biberman var – ligesom Charles Chaplin - en af de ti udstødte fra Hollywood og hustruen fik pga. sin støtte ikke tilbudt filmroller. Da Gales mand Herbert Biberman kommer i søgelyset for at være kommunist, skriver Gale Sondergaard i afmagt et længere brev, der publiceres på dansk i avisen Land og Folk: "Tilgiv dem for de ved ikke hvad de gør"
Efter mandens død i 1971 optrådte hun især i TV. Hun døde i Woodland Hills, Californien i en alder af 86 år.